# Mi Leonis
Mi Leonis (Rasalas) – gwiazda w gwiazdozbiorze Lwa, będąca olbrzymem o typie widmowym K2 III. Znajduje się około 124 lata świetlne od Słońca.

## Nazwa
Tradycyjna nazwa gwiazdy, Rasalas, wywodzi się od arabskiej nazwy ‏ رأس الأسد الشمالي‎ ra’s al-’asad aš-šamālī oznaczającej „północną część głowy Lwa”, co odnosi się do jej położenia w gwiazdozbiorze. Międzynarodowa Unia Astronomiczna w 2016 roku formalnie zatwierdziła użycie nazwy Rasalas dla określenia tej gwiazdy.

## Charakterystyka
Rasalas jest pomarańczowym olbrzymem, który świeci ponad 60 razy jaśniej od Słońca, o temperaturze około 4500 kelwinów. Gwiazda stosunkowo niedawno wkroczyła w fazę olbrzyma, jej helowe jądro wciąż się zapada i jasność gwiazdy rośnie; za około 50 milionów lat gwiazda zwiększy jasność 10 do 20 razy. Gwiazda ta ma także znacznie większą zawartość metali niż Słońce.
Wokół Mi Leonis krąży planeta, gazowy olbrzym o oznaczeniu Mi Leonis b.